# Emmanuel Eseme
Emmanuel Alobwede Eseme (* 17. August 1993) ist ein kamerunischer Leichtathlet, der in den Sprintdisziplinen an den Start geht. 2022 wurde er Vizeafrikameister im 200-Meter-Lauf.

## Sportliche Laufbahn
Emmanuel Eseme begann vergleichsweise spät mit der Leichtathletik. Er trainiert am Sportkomplex der Universität Yaoundé in Kameruns Hauptstadt. 2018 nahm er bei den Afrikameisterschaften in Nigeria erstmals an internationalen Meisterschaften teil. Bei denen ging er über 100 Meter an den Start und konnte das Halbfinale erreichen, in dem er mit 10,64 s als 16. ausschied. 2019 verbesserte er sich direkt bei seinem ersten Wettkampf des Jahres über 100 Meter auf 10,41 s. Im August nahm er erstmals an den Kamerunischen Meisterschaften teil, bei denen er über 100 und über 200 Meter jeweils Gold gewinnen konnte. Während er über 100 Meter seine Bestzeit aus dem Januar bestätigte, verbesserte er sich über 200 Meter auf 20,31 s und egalisierte damit den Nationalrekord, den Joseph Batangdon seit dem Jahr 1999 alleinig innehatte. Ende August nahm er an den Afrikaspielen in Rabat teil. Während er im Vorlauf über 200 Meter nicht antreten konnte, ging er im Vorlauf als Teil der 4-mal-100-Meter-Staffel an den Start und war am Finaleinzug damit beteiligt. Wie über 200 Meter konnte er auch im Finale der Staffel nicht antreten, die auf dem siebten Platz ins Ziel kam. Ende September trat Eseme bei den Weltmeisterschaften in Doha über 200 Meter an, schied allerdings im Vorlauf aus. Einen weiteren Monat später nahm er über 200 Meter und mit der Staffel an den Militärweltspielen in Wuhan teil. Dabei belegte er im Sprint den fünften Platz und wurde zudem Siebter mit der Staffel.
2021 gewann Eseme zum zweiten Mal nach 2019 den Kamerunischen Meistertitel im 200-Meter-Lauf und qualifizierte sich zum ersten Mal für die Olympischen Sommerspiele. In Tokio lief er im Vorlauf mit 20,65 s die viertschnellste Zeit seines Laufes und verpasste damit den Einzug in das Halbfinale. Im Frühjahr 2022 trat er bei den Hallenweltmeisterschaften in Belgrad an. Er war für den sechsten Vorlauf gesetzt, konnte den Wettkampf allerdings nicht absolvieren. Anfang Juni nahm er auf Mauritius zum zweiten Mal an den Afrikameisterschaften teil. Diesmal erreichte er das Finale des 100-Meter-Laufes, in dem er in einer Zeit von 10,06 s den fünften Platz belegte. Aufgrund deutlich zu starken Rückenwindes bedeutete dies jedoch offiziell keine neue Bestzeit. Einen Tag zuvor steigerte er sich bereits im Vorlauf auf 10,17 s. Zwei Tage später bestritt er auch über 200 Meter den Vorlauf. Erneut konnte er in bis ins Finale einziehen, in dem er in 20,61 s die Silbermedaille gewinnen konnte. Einen Monat später war er bei den Weltmeisterschaften in Eugene für seinen zweiten WM-Start qualifiziert, konnte den Vorlauf über 200 Meter allerdings nicht antreten. Kurz nach dem Weltmeisterschaften belegte er bei den Commonwealth Games 2022/Leichtathletik in Birmingham den siebten Platz über 100 Meter. Im Vorlauf lief er in 10,08 s zu einer neuen Bestzeit. Anschließend trat er auch über die 200 Meter an und belegte im Finale den vierten Platz. Anfang Juli 2023 siegte er im 100-Meter-Lauf bei einem Leichtathletik-Meeting im schweizerischen La-Chaux-de-Fonds und blieb dabei in 9,96 s erstmals unterhalb der 10-Sekunden-Marke über diese Distanz. Einen Monat später trat er in Budapest bei den Weltmeisterschaften an. Im Vorlauf der 100 Meter kam er allerdings nicht über eine Zeit von 10,41 s hinaus und schied damit als Sechster seines Laufes aus. Für die 200 Meter war er gemeldet, ging allerdings nicht an den Start.
2024 trat Eseme, zum zweiten Mal nach 2022, wieder bei den Hallenweltmeisterschaften an. Während er 2022 in Belgrad nicht im Vorlauf starten konnte, zog er in Glasgow bis ins Finale ein. Im Halbfinale steigerte er seinen eigenen Nationalrekord auf 6,52 s. Anschließend belegte er im Finale. den sechsten Platz.

## Wichtige Wettbewerbe
| Jahr                | Veranstaltung             | Ort                 | Platz               | Disziplin           | Zeit                |
| Startet für Kamerun | Startet für Kamerun       | Startet für Kamerun | Startet für Kamerun | Startet für Kamerun | Startet für Kamerun |
| ------------------- | ------------------------- | ------------------- | ------------------- | ------------------- | ------------------- |
| 2018                | Afrikameisterschaften     | Asaba               | 16.                 | 100 m               | 10,64 s             |
| 2019                | Afrikaspiele              | Rabat               |                     | 200 m               | DNS                 |
| 2019                | Afrikaspiele              | Rabat               | 7.                  | 4 × 100 m           | 40,12 s             |
| 2019                | Weltmeisterschaften       | Doha                | 42.                 | 200 m               | 20,87 s             |
| 2019                | Militärweltspiele         | Wuhan               | 5.                  | 200 m               | 21,10 s             |
| 2019                | Militärweltspiele         | Wuhan               | 7.                  | 4 × 100 m           | 42,29 s             |
| 2021                | Olympische Sommerspiele   | Tokio               | 27.                 | 200 m               | 20,90 s             |
| 2022                | Hallenweltmeisterschaften | Belgrad             |                     | 60 m                | DNS                 |
| 2022                | Afrikameisterschaften     | Port Louis          | 5.                  | 100 m               | 10,06 s             |
| 2022                | Afrikameisterschaften     | Port Louis          | 2.                  | 200 m               | 20,61 s             |
| 2022                | Weltmeisterschaften       | Eugene              |                     | 200 m               | DNS (Vorlauf)       |
| 2022                | Commonwealth Games        | Birmingham          | 7.                  | 100 m               | 10,24 s             |
| 2022                | Commonwealth Games        | Birmingham          | 4.                  | 200 m               | 20,61 s             |
| 2023                | Weltmeisterschaften       | Budapest            | 44.                 | 100 m               | 10,41 s             |
| 2023                | Weltmeisterschaften       | Budapest            |                     | 200 m               | DNS                 |
| 2024                | Hallenweltmeisterschaften | Glasgow             | 6.                  | 60 m                | 6,68 s              |

## Persönliche Bestleistungen
Freiluft
- 100 m: 9,96 s, 2. Juli 2023, La Chaux-de-Fonds, (kamerunischer Rekord)
- 200 m: 20,31 s, 10. August 2019, Yaoundé, (kamerunischer Rekord)

Halle
- 60-Meter-Lauf: 6,52 s, 1. März 2024, Glasgow, (kamerunischer Rekord)